# 1419 Danzig
1419 Danzig este un asteroid din centura principală, descoperit pe 5 septembrie 1929, de Karl Reinmuth.